# Gewichtheffen op de Olympische Zomerspelen 2024
Gewichtheffen is een van de sporten die beoefend werden op de Olympische Zomerspelen 2024 in Parijs, Frankrijk. De wedstrijden werden van 7 tot en met 11 augustus 2024 gehouden in Paris Expo Porte de Versailles. De mannen en de vrouwen kwamen uit in vijf gewichtsklassen. Voor beiden geslachten was dit twee klassen minder dan de vorige spelen.

## Medailles

### Medaillewinnaars
Mannen
| Onderdeel            | Goud | Goud             | Zilver | Zilver              | Brons | Brons               |
| -------------------- | ---- | ---------------- | ------ | ------------------- | ----- | ------------------- |
| Veder (-61 kg)       | CHN  | Li Fabin         | THA    | Theerapong Silachai | USA   | Hampton Morris      |
| Licht (-73 kg)       | INA  | Rizki Juniansyah | THA    | Weeraphon Wichuma   | BUL   | Bozhidar Andreev    |
| Middenzwaar (-89 kg) | BUL  | Karlos Nasar     | COL    | Yeison López        | ITA   | Antonino Pizzolato  |
| Zwaar (-102 kg)      | CHN  | Liu Huanhua      | UZB    | Akbar Djoerajev     | AIN   | Yauheni Tsikhantsou |
| Superzwaar (+102 kg) | GEO  | Lasja Talachadze | ARM    | Varazdat Lalayan    | BRN   | Gor Minasyan        |

Vrouwen
| Onderdeel           | Goud | Goud           | Zilver | Zilver         | Brons | Brons              |
| ------------------- | ---- | -------------- | ------ | -------------- | ----- | ------------------ |
| Vlieg (-49 kg)      | CHN  | Hou Zhihui     | ROU    | Mihaela Cambei | THA   | Surodchana Khambao |
| Licht (-59 kg)      | CHN  | Luo Shifang    | CAN    | Maude Charron  | TPE   | Kuo Hsing-chun     |
| Lichtzwaar (-71 kg) | USA  | Olivia Reeves  | COL    | Mari Sánchez   | ECU   | Angie Palacios     |
| Zwaar (-81 kg)      | NOR  | Solfrid Koanda | EGY    | Sara Ahmed     | ECU   | Neisi Dajomes      |
| Superzwaar (+81 kg) | CHN  | Li Wenwen      | KOR    | Park Hye-jeong | GBR   | Emily Campbell     |

### Medaillespiegel
| Plaats | Land                           | NOC    | Goud | Zilver | Brons | Totaal |
| ------ | ------------------------------ | ------ | ---- | ------ | ----- | ------ |
| 1      | China                          | CHN    | 5    | 0      | 0     | 5      |
| 2      | Bulgarije                      | BUL    | 1    | 0      | 1     | 2      |
| 2      | Verenigde Staten               | USA    | 1    | 0      | 1     | 2      |
| 4      | Georgië                        | GEO    | 1    | 0      | 0     | 1      |
| 4      | Indonesië                      | INA    | 1    | 0      | 0     | 1      |
| 4      | Noorwegen                      | NOR    | 1    | 0      | 0     | 1      |
| 7      | Thailand                       | THA    | 0    | 2      | 1     | 3      |
| 8      | Colombia                       | COL    | 0    | 2      | 0     | 2      |
| 9      | Armenië                        | ARM    | 0    | 1      | 0     | 1      |
| 9      | Canada                         | CAN    | 0    | 1      | 0     | 1      |
| 9      | Egypte                         | EGY    | 0    | 1      | 0     | 1      |
| 9      | Oezbekistan                    | UZB    | 0    | 1      | 0     | 1      |
| 9      | Roemenië                       | ROU    | 0    | 1      | 0     | 1      |
| 9      | Zuid-Korea                     | KOR    | 0    | 1      | 0     | 1      |
| 15     | Ecuador                        | ECU    | 0    | 0      | 2     | 2      |
| 16     | Bahrein                        | BRN    | 0    | 0      | 1     | 1      |
| 16     | Chinees Taipei                 | TPE    | 0    | 0      | 1     | 1      |
| 16     | Groot-Brittannië               | GBR    | 0    | 0      | 1     | 1      |
| 16     | Individuele Olympische atleten | AIN    | 0    | 0      | 1     | 1      |
| 16     | Italië                         | ITA    | 0    | 0      | 1     | 1      |
| Totaal | Totaal                         | Totaal | 10   | 10     | 10    | 30     |